# Morti nel 1736
| Questa pagina contiene informazioni ricavate automaticamente dalle voci biografiche con l'ausilio del template Bio e di un bot. L'aggiornamento è periodico e automatico e ricostruisce completamente la pagina. Se manca una persona in questa lista, sei pregato di non aggiungerla, ma accertati piuttosto che la sua voce biografica contenga il template Bio e che i dati anagrafici siano correttamente compilati. Se il template Bio manca, inseriscilo tu stesso o, in alternativa, metti l'avviso {{tmp\|Bio}} che ne segnala la mancanza. Se i dati riportati sono sbagliati, correggi direttamente la voce biografica; le modifiche saranno visibili in questa lista entro pochi giorni. Per chiarimenti vedi il progetto biografie. La lista contiene solo le 80 persone che sono citate nell'enciclopedia e per le quali è stato implementato correttamente il template Bio. Pagina aggiornata al 12 nov 2024. |

## Gennaio(8)
- 6 gennaio - Luigi Maria Strozzi, nobile e vescovo cattolico italiano (n. 1673)
- 7 gennaio - Česlav Vaňura, compositore ceco (n. 1694)
- 17 gennaio - Matthäus Daniel Pöppelmann, architetto tedesco (n. 1662)
- 24 gennaio - Matteo Basile, arcivescovo cattolico italiano (n. 1673)
- 25 gennaio - Gaetano Zuanelli, vescovo cattolico italiano (n. 1673)
- 30 gennaio - Giovanni Bonazza, scultore italiano (n. 1654)
- 31 gennaio - Filippo Juvarra, presbitero, architetto e scenografo italiano (n. 1678)
- 31 gennaio - Bruno Mauricio de Zabala, militare spagnolo (n. 1682)

## Febbraio(3)
- 1º febbraio - James Stanley, X conte di Derby, nobile e politico inglese (n. 1664)
- 15 febbraio - Stephen Gray, scienziato britannico (n. 1666)
- 15 febbraio - Vitus Pichler, teologo e giurista tedesco (n. 1670)

## Marzo(4)
- 16 marzo - Giovanni Battista Pergolesi, compositore, organista e violinista italiano (n. 1710)
- 25 marzo - Nicholas Hawksmoor, architetto inglese
- 26 marzo - Georg Balthasar Schott, compositore e organista tedesco (n. 1686)
- 28 marzo - Giovanni Reinardo III di Hanau-Lichtenberg, conte tedesco (n. 1665)

## Aprile(10)
- 2 aprile - Étienne Allegrain, pittore francese (n. 1644)
- 11 aprile - Nicolas Bertin, pittore, disegnatore e decoratore francese (n. 1667)
- 12 aprile - Thomas Sebright, IV baronetto, politico inglese (n. 1692)
- 17 aprile - Giusto Fontanini, arcivescovo cattolico e storico italiano (n. 1666)
- 17 aprile - Pavel Ivanovič Jagužinskij, politico, diplomatico e nobile russo (n. 1683)
- 21 aprile - Eugenio di Savoia, nobile e generale italiano (n. 1663)
- 24 aprile - Francesco Maria di san Siro, missionario e religioso italiano (n. 1658)
- 26 aprile - Domenico Quartaironi, matematico italiano (n. 1651)
- 28 aprile - Luisa Elisabetta di Württemberg-Oels, nobile tedesca (n. 1673)
- 30 aprile - Johann Albert Fabricius, bibliografo e bibliotecario tedesco (n. 1668)

## Maggio(5)
- 2 maggio - Albertus Seba, farmacista e zoologo olandese (n. 1665)
- 13 maggio - Francesco Baccari, vescovo cattolico italiano (n. 1679)
- 14 maggio - Luigi Augusto di Borbone, nobile e militare francese (n. 1670)
- 15 maggio - Pompeo Ferrari, architetto italiano (n. 1660)
- 25 maggio - Hans Reinhold von Fersen, generale e politico svedese (n. 1683)

## Giugno(2)
- 1º giugno - Bernardino Pecci, vescovo cattolico italiano (n. 1671)
- 28 giugno - Cristiano di Sassonia-Weissenfels, duca (n. 1682)

## Luglio(5)
- 1º luglio - Ahmed III, sultano ottomano (n. 1673)
- 3 luglio - Giuseppe Nicola Nasini, pittore italiano (n. 1657)
- 15 luglio - Francesca Giuseppa di Braganza, principessa portoghese (n. 1699)
- 25 luglio - Jean-Baptiste Joseph Pater, pittore francese (n. 1695)
- 29 luglio - Giuseppe Olgiati, vescovo cattolico italiano (n. 1660)

## Agosto(6)
- 4 agosto - Francesco Maria Imperiale, doge italiano (n. 1653)
- 11 agosto - Filippo d'Assia-Darmstadt, nobile tedesco (n. 1671)
- 14 agosto - Victor Honoré Janssens, pittore fiammingo (n. 1658)
- 17 agosto - James Berkeley, III conte di Berkeley, ammiraglio britannico (n. 1679)
- 17 agosto - Jeanne Delanoue, religiosa e santa francese (n. 1666)
- 18 agosto - Ludovico Rusconi Sassi, architetto italiano (n. 1678)

## Settembre(8)
- 13 settembre - Caspar van Wittel, pittore olandese (n. 1653)
- 16 settembre - Daniel Gabriel Fahrenheit, fisico e inventore tedesco (n. 1686)
- 19 settembre - Feofan Prokopovič, arcivescovo ortodosso, teologo e politico russo (n. 1677)
- 20 settembre - Tommaso Carapella, musicista italiano (n. 1655)
- 23 settembre - Tat'jana Fedorovna Prončiščeva, esploratrice russa (n. 1710)
- 26 settembre - Luisa Diana di Borbone-Orléans, principessa francese (n. 1716)
- 27 settembre - René Duguay-Trouin, ammiraglio e corsaro francese (n. 1673)
- 30 settembre - Francesco Saverio Fontana, vescovo cattolico italiano (n. 1667)

## Ottobre(2)
- 17 ottobre - Giacomo Francesco Cipper, pittore austriaco (n. 1664)
- 23 ottobre - Tommaso Aldrovandini, pittore italiano (n. 1653)

## Novembre(8)
- 2 novembre - Louis Antoine de Pardaillan de Gondrin, nobile francese (n. 1664)
- 3 novembre - José Patiño Rosales, politico e diplomatico spagnolo (n. 1666)
- 5 novembre - Claude Guy Hallé, pittore francese (n. 1652)
- 13 novembre - Nicolas Bailly, pittore francese (n. 1659)
- 13 novembre - George Sale, arabista inglese (n. 1697)
- 18 novembre - Jeanne Baptiste d'Albert de Luynes, nobildonna francese (n. 1670)
- 24 novembre - Giovanni Battista Braschi, arcivescovo e storico italiano (n. 1656)
- 28 novembre - Giovanni Paolo Feminis, inventore e profumiere italiano

## Dicembre(5)
- 10 dicembre - António Manoel de Vilhena,  portoghese (n. 1663)
- 14 dicembre - Giorgio Clerici, III marchese di Cavenago, nobile e politico italiano (n. 1648)
- 16 dicembre - Giovacchino Fortini, scultore e architetto italiano (n. 1670)
- 24 dicembre - Francesco Maria Loyero, vescovo cattolico e letterato italiano (n. 1676)
- 28 dicembre - Antonio Caldara, compositore italiano (n. 1670)

## Senza giorno specificato(14)
- Cosma III di Costantinopoli, arcivescovo ortodosso greco
- Nicolò Bambini, pittore italiano (n. 1651)
- Francesco Biggi, scultore italiano (n. 1676)
- Domenico Brandi, pittore italiano (n. 1684)
- Giovambattista Casotti, religioso e storico italiano (n. 1669)
- Jean Pierre Gibert, giurista francese (n. 1660)
- Giovanni Antonio Grecolini, pittore italiano (n. 1675)
- Domenico Negrone, doge (n. 1672)
- Francesco Onofrio Odierna, vescovo cattolico italiano (n. 1644)
- Lorenzo Ottoni, scultore italiano (n. 1648)
- Vasilij Vasil'evič Prončiščev, esploratore russo (n. 1702)
- Jacob Tonson, editore inglese
- Seyyid Vehbi, poeta ottomano (n. 1674)
- Giovanni Battista Vivaldi, violinista italiano (n. 1655)